# Productores de Música de España
Productores de Música de España (zkracováno na Promusice, někdy stylizováno jako Promusicae) je obchodní skupina reprezentující španělský hudební průmysl. Je skupinou IFPI pro Španělsko.

## Hitparády
Hitparády jsou vypočítávány každý týden v neděli na základě maloobchodních prodejů ve Španělsku od předchozí soboty do pátku. Nové hitparády jsou obvykle nahrávány na webstránku Promusicae v neděli v noci španělského kontinentálního času.
Promusicae poskytuje následující hitparády:
- Top 50 songs
- Top 100 albums chart
- Top 20 compilations chart
- Top 20 DVD Chart
- Airplay Chart
- Top 20 TV and Radio Chart (ročně)

## Certifikace
Certifikace existují ve Španělsku od poloviny 70. let. Během této doby, pokud singly nebo alba dosáhly prodeje 100 000 kopií, byly certifikovány zlatou deskou, která byla jedinou certifikací v té době.
Promusicae v současnosti odpovídá za certifikování nahrávek ve Španělsku. Zlaté a platinové desky se udělují na základě prodeje alb a prodeje prostřednictvím digitálního stahování.

### Alba
Do 1. listopadu 2005 byly certifikační úrovně pro alba 50 000 pro zlatou a 100 000 pro platinovou desku. Současné úrovně jsou: 20 000 pro zlatou a 40 000 pro platinovou desku.
| Certifikace | Před 1. listopadem 2005 | Před 6. zářím 2009 | Před 1. listopadem 2011 | Od 1. listopadu 2011 |
| ----------- | ----------------------- | ------------------ | ----------------------- | -------------------- |
| Zlato       | 50 000                  | 40 000             | 30 000                  | 20 000               |
| Platina     | 100 000                 | 80 000             | 60 000                  | 40 000               |

### Singly
| Certifikace | Před 1. listopadem 2005 | Před 1. dubnem 2007 | Od 1. dubna 2007 |
| ----------- | ----------------------- | ------------------- | ---------------- |
| Zlato       | 25 000                  | 10 000              | 10 000           |
| Platina     | 50 000                  | 20 000              | 25 000           |